# Doria Achour
Doria Achour (geb. 1. März 1991) ist eine französisch-tunesische Filmregisseurin, Drehbuchautorin und Schauspielerin.

## Herkunft un Leben
Doria Achour ist die Tochter des tunesischen Filmregisseurs und Schauspielers Lotfi Achour und einer russischen Mutter, die Dramatikerin ist. Sie hat einen jüngeren Bruder und einen älteren Bruder, der ebenfalls Dramatiker ist. Achour wuchs im 12. Arrondissement von Paris in einer Atmosphäre auf, die „ein künstlerisches Milieu, aber nicht bürgerlich“ war. Schon als Kind begleitete sie ihre Eltern bei den Proben und Auftritten.

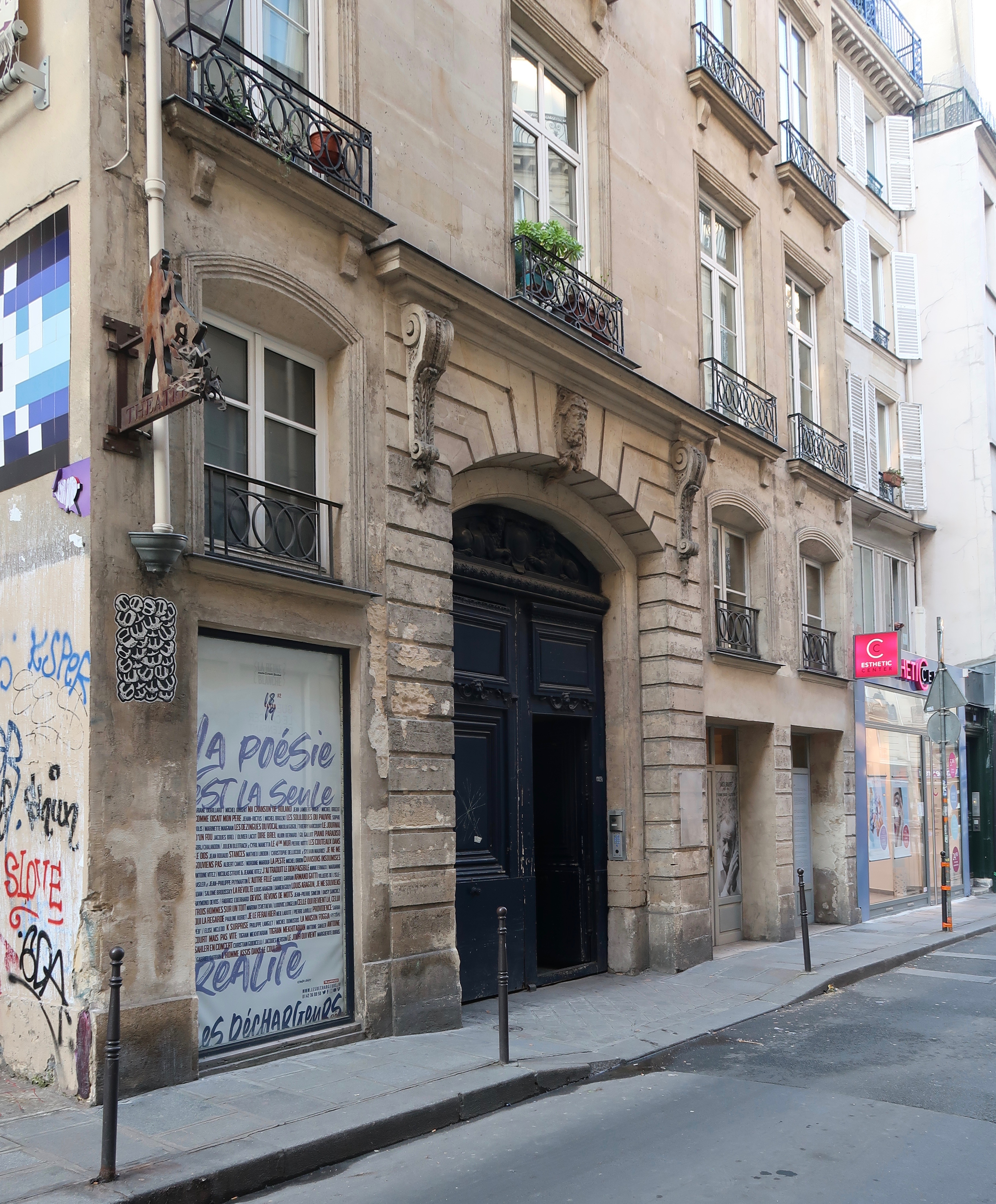
Théâtre des Déchargeurs

2002 spielte sie unter der Regie von Manuel Poirier die Tochter von Sergi López im französischen Spielfilm Les Femmes… ou les enfants d'abord… Bei der Suche nach der Rolle wurde sie von ihrer Mutter unterstützt, als diese eine Anzeige in der französischen Tageszeitung Libération entdeckte. Nach ihrer ersten Rolle nahm Achor ein Jahr lang Schauspielunterricht am Théâtre des Déchargeurs in Paris. Sie hatte mehrere Nebenrollen in einigen Filmen, wie Der Feind in mir (L'enemi naturel, 2004) und L'École pour tous. Um sich auf ihr Studium zu konzentrieren, pausierte sie ihre Filmkarriere für mehrere Jahre. Achour erwarb einen Abschluss in Literatur an der Universität Paris Sorbonne und später einen Master in Filmwissenschaften an der Université Paris Diderot.
Im Jahr 2012 spielte Achour die junge Yasmeen in La Fille publique, wobei ihr Charakter durch das frühe Leben von Cheyenne Carron inspiriert wurde. 2013 drehte sie ihren ersten Kurzfilm, Laisse-moi finir, über das Leben in Tunesien nach dem Arabischen Frühling, als die Islamisten die Macht übernahmen. Der Film wurde auf mehreren Festivals gezeigt und erhielt den Publikumspreis beim Kurzfilmwettbewerb Made in Med im Juni 2014. Ihr Auftritt in La fille publique erregte die Aufmerksamkeit der Regisseurin Sylvie Ohayon, die die junge Schauspielerin 2014 für die Rolle der Stephanie in dem Film Papa Was Not a Rolling Stone besetzte. 2016 spielte Achour in ihrem ersten arabischen Film Burning Hope mit. Bei dem Kurzfilm Le reste est l'œuvre de l'homme führte sie die Regie, der den Preis der Jury beim Sundance Film Festival 2017 gewann. In Naidra Ayadis Film Ma fille von 2018 spielte sie die verschwundene Tochter Leila.

## Privates
Achur ist Agnostikerin und Fan mittelalterlicher Literatur.

## Filmografie
- 2002: Les Femmes… ou les enfants d'abord…
- 2004: Der Feind in mir (L'enemi naturel)
- 2005: L'Annulaire
- 2006: L'École pour tous
- 2012: La Fille publique
- 2013: Laisse-moi finir (Kurzfilm; Regie)
- 2014: Papa Was Not a Rolling Stone
- 2014: Demain dès l'aube (Kurzfilm; Regie)
- 2016: Burning Hope
- 2017: Le reste est l'œuvre de l'homme (Regie)
- 2018: Ma fille